# Miss Universo 1968
Miss Universo 1968 fue la 17.ª edición del certamen Miss Universo, y fue ganado por Martha Maria Cordeiro Vasconcellos de Brasil. Se realizó en el Miami Beach Auditorium en Miami Beach, Florida, Estados Unidos el 13 de julio de 1968.

## Resultados
| Resultados Finales | Finalistas |
| ------------------ | --- |
| Miss Universo 1968 | - Brasil - Martha Vasconcellos |
| 1.ª Finalista      | - Curazao - Anne Braafheid |
| 2.ª Finalista      | - Finlandia - Leena Brusin |
| 3.ª Finalista      | - Venezuela - Peggy Kopp Arenas |
| 4.ª Finalista      | - Estados Unidos - Dorothy Anstett |
| Top 15             | - Canadá - Nancy Wilson - Chile - Danae Sala - Francia - Elizabeth Cadren - Grecia - Miranta Zafiropoulou - Inglaterra - Jennifer Lowe - Israel - Miriam Fridman - Noruega - Tone Knaran - Suecia - Anne Hellqvist - Tailandia - Apantree Prayuttasenee - Yugoslavia - Daliborka Stojsić |

## Premiaciones Especiales
| Premio               | Participante                     |
| -------------------- | -------------------------------- |
| Miss Simpatía        | - Japón - Yasuyo Iino            |
| Miss Fotogénica      | - Yugoslavia - Daliborka Stojsić |
| Mejor Traje Nacional | - Colombia - Luz Elena Restrepo  |

## Candidatas
| - Alemania - Lilian Atterer - Argentina - María Del Carmen Jordán Vidal - Aruba - Sandra Croes - Australia - Laureen Jones - Austria - Brigitte Krüger - Bahamas - Brenda Fountain Knowles † - Bélgica - Sonja Doumen - Bermudas - Victoria Martin - Bolivia - Roxana Bowles Chávez - Bonaire - Ilse Maria De Jong - Brasil - Martha Maria Cordeiro Vasconcellos - Canadá - Nancy Wilson - Chile - Danae Monserrat Sala Sarradell - Colombia - Luz Elena Restrepo González - Corea del Sur - Kim Yoon-jung - Costa Rica - Ana María Rivera - Curazao - Anne Marie Braafheid - Dinamarca - Gitte Broge - Ecuador - Priscila Álava González - Escocia - Helen Davidson - España - Yolanda Legarreta Urquijo - Estados Unidos - Dorothy Catherine Anstett - Filipinas - Rosario "Sharina" Rosello Zaragoza - Finlandia - Leena Marketta Brusiin - Francia - Elizabeth Cadren - Gales - Judith Radford - Grecia - Miranta Zafiropoulou - Guatemala - Arlene Vilma Chaco - Haití - Claudie Paquin - Holanda - Nathalie Heyl - Honduras - Nora Idalia Guillén - Hong Kong - Tammy Yung Yan-Yan - India - Anjum Mumtaz Barg | - Inglaterra - Jennifer Lowe Summers - Irlanda - Tiffany Scales - Islandia - Helen Knutsdóttir - Islas Vírgenes de los Estados Unidos - Sadie Sargeant - Israel - Miriam Friedman - Italia - Cristina Businari - Jamaica - Marjorie Bromfield - Japón - Yasuyo Iino - Líbano - Sonia Faris - Luxemburgo - Lucienne Krier - Malasia - Maznah Binte Mohammed Ali - Malta - Kathlene Farrugia - México - Perla Olivia Aguirre Muñoz - Nicaragua - Margine Davidson Morales - Noruega - Tone Knaran - Nueva Zelanda - Christine Mary Antunovic - Perú - María Esther Brambilla - Prefectura de Okinawa - Sachie Kawamitsu - Puerto Rico - Marylene Marisol Carrasquillo - República Dominicana - Ana María Ortiz Mendoza - Singapur - Yasmin Saif - Sri Lanka - Sheila Jayatilleke - Sudáfrica - Monica Fairall - Suecia - Anne-Marie Hellqvist - Suiza - Jeannette Biffiger - Tailandia - Apantree Prayuttasenee - Túnez - Rekaia Dekhil - Turquía - Zumal Aktan - Uruguay - Graciela Minarrieta - Venezuela - Peggy Kopp Arenas - Yugoslavia - Daliborka Stojsic - Zaire - Elizabeth Tavares |